# 拉姆紹河

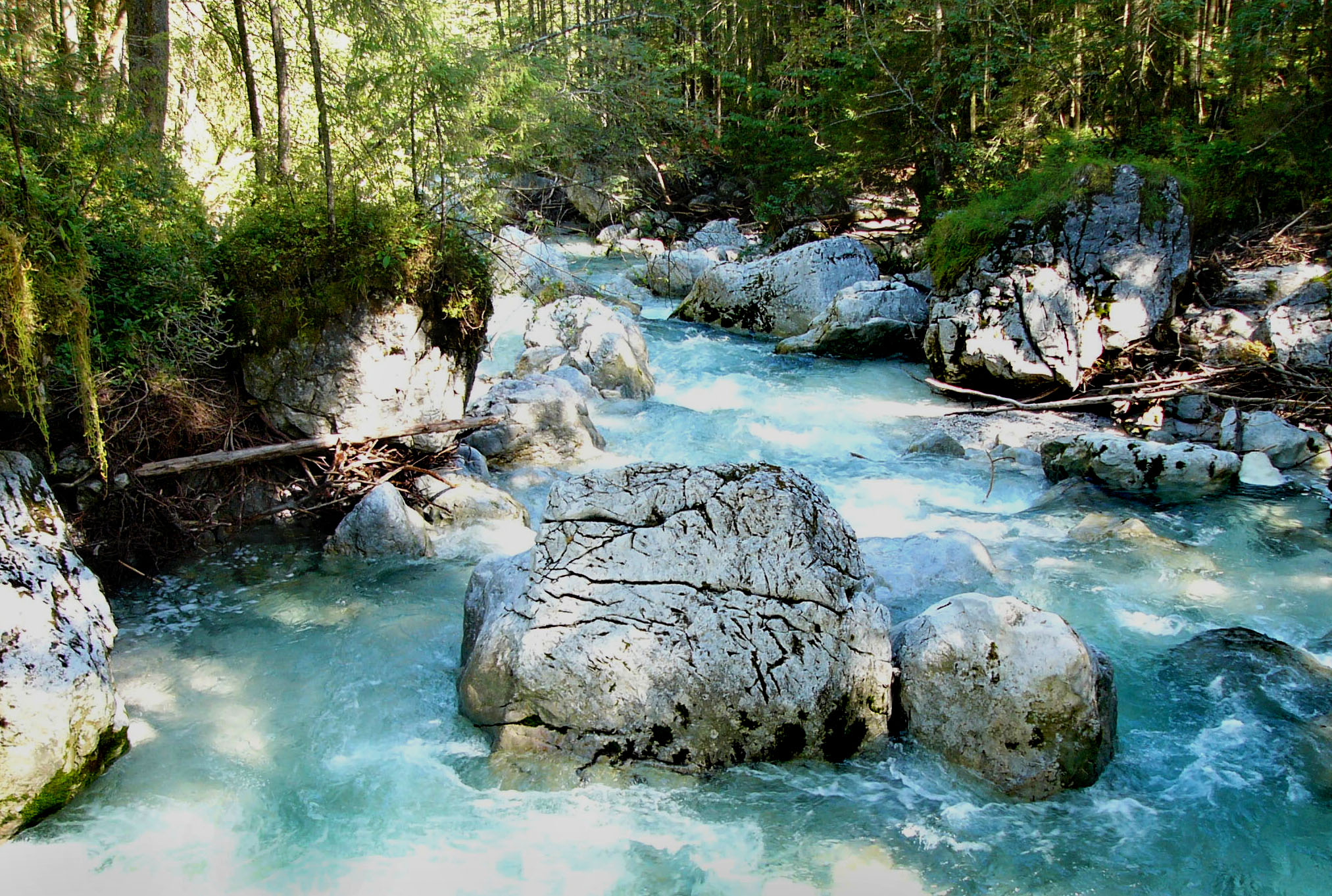
拉姆紹河

47°37′32.6″N 13°0′0.2″E / 47.625722°N 13.000056°E
拉姆紹河（德語：Ramsauer Ache），是德國巴伐利亞州的河流，位於該國東南部，在貝希特斯加登與柯尼希湖河匯流成為貝希特斯加登河，河道全長12公里，流域面積173平方公里。